# Ukelelebanjo
Een ukelelebanjo, ook wel banjo-ukelele, banjuke of banjolele, is een banjo met vier nylonsnaren die gestemd worden als een ukelele. Het instrument speelt als een ukelele en klinkt als een (hoge) banjo.  De ukelelebanjo is veel luider dan de ukelele.  Evenals de ukelele wordt de ukelelebanjo doorgaans gestemd als g'-c'-e'-a' (c-stemming) of a'-d'-f#'-b' (d-stemming). 
De akkoordgrepen voor de ukelelebanjo zijn vergelijkbaar met de grepen voor de hoogste vier snaren van een gitaar. De greep van een G-akkoord op de hoogste 4 snaren van een gitaar wordt op een ukelelebanjo een C-akkoord (c-stemming) dan wel een D-akkoord (d-stemming).
Het instrument is bekend geworden door acteur George Formby, die in zijn films vaak zong en ukelelebanjo speelde.